# Route 212 (Terre-Neuve-et-Labrador)
Pour les articles homonymes, voir Route 212.
La route 212 est une route de Terre-Neuve-et-Labrador située sur la péninsule de Burin de l'île de Terre-Neuve. Elle relie cinq communautés de la côte et de la péninsule sur la baie Fortune à la route 210.

## Communautés traversées
Liste des communautés traversées par la route 212 d'ouest en est :
- St. Bernard's – Jacques Fontaine
- Bay L'Argent
- Little Bay East
- Little Harbour East
- Harbour Mille